# Município de Sagamore Hills
O município de Sagamore Hills (em inglês: Sagamore Hills Township) é um município localizado no condado de Summit no estado estadounidense de Ohio. No ano de 2010 tinha uma população de 10.947 habitantes e uma densidade populacional de 375,74 pessoas por km².

## Geografia
O município de Sagamore Hills encontra-se localizado nas coordenadas 41° 19′ 01″ N, 81° 33′ 35″ O. Segundo a Departamento do Censo dos Estados Unidos, o município tem uma superfície total de 29.13 km², da qual 29.1 km² correspondem a terra firme e (0.13%) 0.04 km² é água.

## Demografia
Segundo o censo de 2010, tinha 10.947 habitantes residindo no município de Sagamore Hills. A densidade populacional era de 375,74 hab./km². Dos 10.947 habitantes, o município de Sagamore Hills estava composto pelo 90.95% brancos, o 5.78% eram afroamericanos, o 0.05% eram amerindios, o 1.88% eram asiáticos, o 0.01% eram insulares do Pacífico, o 0.31% eram de outras raças e o 1.01% pertenciam a duas ou mais raças. Do total da população o 1.29% eram hispanos ou latinos de qualquer raça.